# Aeroportul Pupelde
Aeroportul Pupelde (IATA: ZUD, ICAO: SCAC) este un aeroport din Provincia Chiloé, Regiunea Los Lagos, Chile ce deservește zona Ancud.
Situat la o altitudine de 114 m, aeroportul dispune de o singură pistă.